# Джон Аббот
Сер Джон Джозеф Колдвелл Аббот (англ. Sir John Joseph Caldwell Abbott); 12 березня 1821, Сайнт Андрус, Нижня Канада, нині Сен-Андре-д'Аржентей фр. Saint-André-d'Argenteuil, Квебек  — 30 жовтня 1893, Монреаль) — третій прем'єр-міністр Канади, перший прем'єр-міністр Канади, що народився в Канаді.
У 1849 році Аббот одружився з Мері Бетун англ. Mary Bethune (1823—1898), в них народилися четверо синів і четверо дочок.
Аббот був успішним корпоративним адвокатом і бізнесменом у місті Монреаль. Він здобув звання бакалавра юриспруденції в Університеті Макгілла (1854) і доктора юриспруденції (1867). Він був лобістом у декількох залізничних проектах і президентом залізниці Canadian Pacific Railway.
У 1867 році він балотувався до Палати громад Канадського парламенту, але програв своє місце після Тихоокеанського скандалу в 1874. Він програв вибори 1878 і 1880 років, але балотувався до Палати громад Канадського парламенту у 1881 році.
Аббота обирали на пост мера міста Монреаль на два однорічні терміни з 1887 по 1889 роки. У 1887 році прем'єр-міністр Джон Александр Макдональд призначив Аббота сенатором, де він пропрацював аж до 1893 р.
Після смерті прем'єр-міністра Джона Макдональда, прем'єр-міністром 16 липня 1891 року став Аббот. 14 місяців по тому, 24 листопада 1892, у Аббота діагностовано на рак мозку, через що він пішов у відставку. Помер 30 жовтня 1893 року від цієї хвороби метастазуванням у легені і печінку.